# أخذ العينات الطبقية

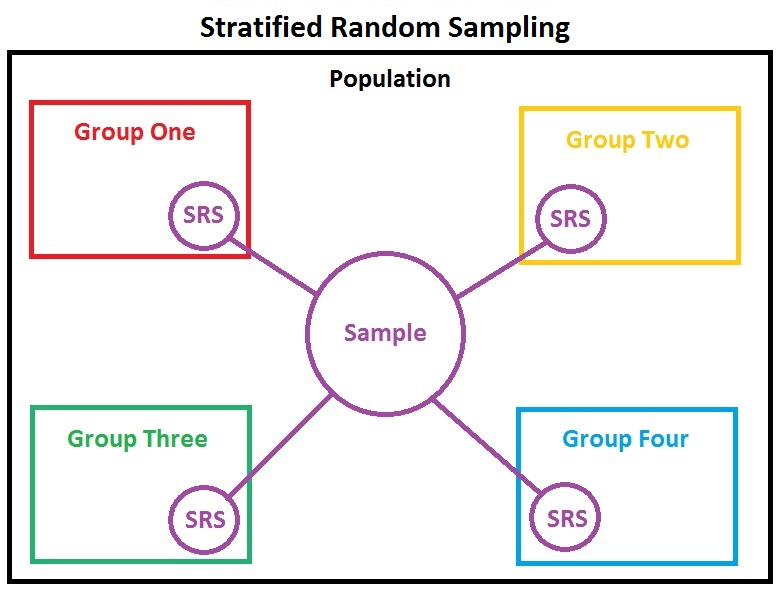
اخذ عينة عشوائية

في الإحصاء ، يعتبر أخذ العينات الطبقي طريقة لأخذ العينات من السكان والتي يمكن تقسيمها إلى مجموعات سكانية فرعية .
في المسوحات الإحصائية ، عندما تتباين المجموعات السكانية الفرعية ضمن إجمالي عدد السكان، قد يكون من المفيد أخذ عينة من كل مجموعة سكانية فرعية ( طبقة ) بشكل مستقل. التقسيم الطبقي هو عملية تقسيم أفراد السكان إلى مجموعات فرعية متجانسة قبل أخذ العينات. يجب أن تحدد الطبقات تقسيمًا للسكان. أي أنه يجب أن يكون شاملاً بشكل جماعي ومتبادل : يجب تخصيص كل عنصر في المجتمع لطبقة واحدة فقط. ثم يتم تطبيق عينات عشوائية بسيطة داخل كل طبقة. الهدف هو تحسين دقة العينة عن طريق تقليل خطأ أخذ العينات . يمكن أن ينتج متوسط مرجح أقل تنوعًا من المتوسط الحسابي لعينة عشوائية بسيطة من المجتمع.
في الإحصاء الحسابي، يعد أخذ العينات الطبقي طريقة لتقليل التباين عند استخدام طرق مونت كارلو لتقدير إحصاءات السكان من مجموعة سكانية معروفة. 

## مثال
لنفترض أننا بحاجة إلى تقدير متوسط عدد الأصوات لكل مرشح في الانتخابات. افترض أن بلدًا ما به 3 مدن: المدينة أ بها مليون عامل مصنع، والمدينة ب بها 2 مليون موظف، والمدينة ج بها 3 ملايين متقاعد. يمكننا اختيار الحصول على عينة عشوائية بحجم 60 من مجموع السكان، ولكن هناك بعض الاحتمال بأن العينة العشوائية الناتجة غير متوازنة بشكل جيد عبر هذه البلدات، وبالتالي تكون متحيزة، مما يتسبب في خطأ كبير في التقدير (عندما يكون للنتيجة محل الاهتمام توزيع مختلف من حيث معامل الاهتمام بين المدن). بدلاً من ذلك، إذا اخترنا أخذ عينة عشوائية من 10 و 20 و 30 من المدينة أ وب و ج على التوالي، فيمكننا إنتاج خطأ أصغر في التقدير لنفس حجم العينة الإجمالي. تُستخدم هذه الطريقة عمومًا عندما لا يكون السكان مجموعة متجانسة.

## استراتيجيات أخذ العينات الطبقية
1. يعتمد التخصيص المتناسب على أخذ عينة جزئية في كل طبقة بشكل يتناسب مع مجموع السكان. على سبيل المثال، إذا كان السكان يتألفون من عدد إجمالي عدد الأفراد، ن منهم ذكر و أنثى (وحيث ذ + أ = ن ) ، فإن الحجم النسبي للعينتين ( س 1 = ذ / ن ذكور، س 2 = يجب أن تعكس أ / ن الإناث) يجب أن يعكس هذه النسبة.
2. التخصيص الأمثل (أو التخصيص غير المتناسب ) - يتناسب جزء العينة من كل طبقة مع كل من النسبة (على النحو الوارد أعلاه) والانحراف المعياري لتوزيع المتغير. يتم أخذ عينات أكبر في الطبقات ذات التباين الأكبر لتوليد أقل تباين إجمالي ممكن في أخذ العينات.

من الأمثلة الواقعية على استخدام أخذ العينات الطبقية عند إجراء مسح سياسي. إذا كان المستجيبون بحاجة إلى أن يعكسوا تنوع السكان، فسوف يسعى الباحث على وجه التحديد إلى تضمين مشاركين من مجموعات الأقليات المختلفة مثل العرق أو الدين، بناءً على تناسبهم مع إجمالي السكان كما هو مذكور أعلاه. وبالتالي يمكن أن يدعي المسح الطبقي أنه أكثر تمثيلا للسكان من مسوحات تعتمد على أخذ عينات عشوائية بسيطة أو أخذ عينات منهجية .

## مزايا
تشمل أسباب استخدام أخذ العينات الطبقية بدلاً من أخذ العينات العشوائية البسيطة 
1. إذا كانت القياسات داخل الطبقات لها انحراف معياري أقل (مقارنةً بالانحراف المعياري العام في المجتمع) ، فإن التقسيم الطبقي يعطي خطأ أصغر في التقدير.
2. في الكثير من التطبيقات، تصبح القياسات أكثر قابلية للإدارة و / أو أقل كلفة عندما يتم تجميع السكان في طبقات.
3. عندما يكون من المرغوب فيه الحصول على تقديرات للمعلمات السكانية للمجموعات داخل السكان - يتحقق أخذ العينات الطبقية من أن لدينا عينات كافية من الطبقات محل الاهتمام.

إذا كانت الكثافة السكانية تتباين بشكل كبير داخل المنطقة، فإن أخذ العينات الطبقية سيضمن إمكانية إجراء التقديرات بدقة متساوية في أجزاء مختلفة من المنطقة، ويمكن إجراء مقارنات بين المناطق الفرعية بقوة إحصائية متساوية. على سبيل المثال، في أونتاريو ، قد يستخدم مسح تم إجراؤه في جميع أنحاء المقاطعة جزءًا أكبر من العينات في الشمال الأقل كثافة سكانية، نظرًا لأن التباين في عدد السكان بين الشمال والجنوب كبير جدًا لدرجة أن جزء أخذ العينات بناءً على عينة المقاطعة ككل قد يؤدي إلى جمع القليل من البيانات من الشمال.

## عيوب
لا يكون أخذ العينات الطبقي مفيدًا عندما لا يمكن تقسيم السكان بشكل شامل إلى مجموعات فرعية منفصلة. قد يكون تطبيقًا خاطئًا للأسلوب عند جعل أحجام عينات المجموعات الفرعية متناسبة مع كمية البيانات المتاحة من المجموعات الفرعية، بدلاً من قياس أحجام العينات لأحجام المجموعات الفرعية (أو تبايناتها، إذا كان معروفًا أنها تختلف بشكل كبير - على سبيل المثال عن طريق اختبار F ). تعتبر البيانات التي تمثل كل مجموعة فرعية ذات أهمية متساوية إذا كان الاختلاف المشتبه به فيما بينها يستدعي أخذ العينات الطبقية. إذا اختلفت تباينات المجموعة الفرعية بشكل كبير وكانت البيانات بحاجة إلى أن تكون طبقية حسب التباين، فلا يمكن جعل حجم عينة كل مجموعة فرعية متناسبًا مع حجم المجموعة الفرعية ضمن إجمالي السكان. للحصول على طريقة فعالة لتقسيم موارد أخذ العينات بين المجموعات التي تختلف في وسائلها وتباينها وتكاليفها، راجع «التخصيص الأمثل» . يمكن أن يكون لمشكلة أخذ العينات الطبقية في حالة الفئات السابقة غير المعروفة (نسبة المجموعات السكانية الفرعية في جميع السكان) تأثير ضار على أداء أي تحليل على مجموعة البيانات، على سبيل المثال التصنيف. في هذا الصدد، يمكن استخدام الحد الأدنى لنسبة أخذ العينات لجعل مجموعة البيانات قوية فيما يتعلق بعدم اليقين في عملية توليد البيانات الأساسية.
يمكن أن يؤدي الجمع بين الطبقات الفرعية لضمان وجود أعداد كافية إلى مفارقة سيمبسون ، حيث تختفي الاتجاهات الموجودة بالفعل في مجموعات مختلفة من البيانات أو حتى تنعكس عند دمج المجموعات.

## تخصيص حجم العينة
عند تبني إستراتيجية التخصيص المتناسب، يتم أخذ حجم العينة في كل طبقة بما يتناسب مع حجم الطبقة. افترض أنه يوجد في الشركة موظفون على الشكل التالي: 
- ذكور بدوام كامل: 90
- ذكور بدوام جزئي: 18
- إناث، بدوام كامل: 9
- إناث بدوام جزئي: 63
- المجموع: 180

ويطلب منا أخذ عينة من 40 موظفًا، مقسمة حسب الفئات المذكورة أعلاه.
الخطوة الأولى هي حساب النسبة المئوية لكل مجموعة من الإجمالي.
- النسبة المئوية للذكور، بدوام كامل = ١٨٠ ÷٩٠= ٥٠٪
- النسبة المئوية للذكور بدوام جزئي = ١٠٨÷١٨ = ١٠٪
- النسبة المئوية للإناث، بدوام كامل = ١٨٠÷٩ = ٥٪
- النسبة المئوية للإناث بدوام جزئي = ١٨٠÷٦٣ = ٣٥٪

يخبرنا هذا أنه من العينة تكون من 40 ،
- يجب أن يكون 50٪ (20 فردًا) من الذكور بدوام كامل.
- 10٪ (4 أفراد) يجب أن يكونوا ذكور بدوام جزئي.
- 5٪ (فردين) يجب أن يكونوا إناث بدوام كامل.
- 35٪ (14 فردا) يجب أن يكونوا إناث بدوام جزئي.

هناك طريقة سهلة أخرى دون الحاجة إلى حساب النسبة المئوية وهي ضرب حجم كل مجموعة في حجم العينة والقسمة على الحجم الإجمالي للسكان (حجم الموظفين بالكامل):
- ذكر بدوام كامل = 90 × (40 ÷ 180) = 20
- ذكر بدوام جزئي = 18 × (40 ÷ 180) = 4
- أنثى، دوام كامل = 9 × (40 ÷ 180) = 2
- أنثى بدوام جزئي = 63 × (40 ÷ 180) = 14